# Correbia flavata
Correbia flavata är en fjärilsart som beskrevs av Druce 1909. Correbia flavata ingår i släktet Correbia och familjen björnspinnare. Inga underarter finns listade i Catalogue of Life.